# Xi Dao
Xi Dao är en ö i Kina. Den ligger i provinsen Hainan, i den södra delen av landet, omkring 230 kilometer sydväst om provinshuvudstaden Haikou. Arean är 2,2 kvadratkilometer. Den sträcker sig 2,1 kilometer i nord-sydlig riktning, och 1,8 kilometer i öst-västlig riktning.
Genomsnittlig årsnederbörd är 2 032 millimeter. Den regnigaste månaden är juli, med i genomsnitt 343 mm nederbörd, och den torraste är januari, med 15 mm nederbörd.